# Pierre Gaveaux
Pierre Gaveaux (Béziers, 9 de agosto de 1761 — Paris, 5 de fevereiro de 1825) foi um tenor e compositor de óperas francês.

## Obras
- L’Amour filial, 1792.
- Le Paria ou la Chaumière indienne, 1792.
- Les Deux Ermites, 1793.
- La Partie carrée, 1793.
- La Famille indigente, 1794.
- Sophronime ou la Reconnaissance, 1795.
- Delmon et Nadine, 1795.
- La Gasconnade, 1795.
- Le Petit Matelot ou le Mariage impromptu, 1796.
- Lise et Colin ou la Surveillance inutile, 1796.
- Tout par hasard , 1796.
- Céliane, 1796.
- Le Mannequin vivant ou le Mari de bois, 1796.
- Le Traité nul, 1797.
- Sophie et Moncars ou l’Intrigue portugaise, 1797.
- Léonore ou l’Amour conjugal, 1798.
- Le Diable couleur de rose ou le Bonhomme misère, livreto de Guillaume Lévrier-Champrion, 1798.
- Les Noms supposés ou les Deux Jockeys, 1798.
- Le Locataire, 1800.
- Le Trompeur trompé, 1800.
- Ovinska ou les Exilés de Sibérie, 1801.
- Le Retour inattendu, 1802.
- Un quart d’heure de silence, 1804.
- Le Bouffe et le Tailleur, 1804.
- Avis aux femmes ou le Mari colère, 1804.
- Trop tôt ou le Projet manqué, 1804.
- Le Mariage inattendu, 1804.
- Le Diable en vacances ou la Suite du diable couleur de rose, 1805.
- L’Amour à Cythère, 1805.
- Monsieur des Chalumeaux ou la Soirée de carnaval, 1806.
- L’Échelle de soie, 1808.
- La Rose blanche et la Rose rouge, 1809. (paroles de René-Charles Guilbert de Pixérécourt)
- L’Enfant prodigue, 1811.
- Pygmalion, 1816.
- Une nuit au bois ou le Muet de circonstance, 1818.